# Los cuentos de la calle Broca (serie de televisión)
Los cuentos de la calle Broca (En francés: Les Contes de la rue Broca) es una serie de televisión francesa estrenada en 1995, creada por Alain Jaspard y Claude Allix. La serie está inspirada la antología de cuentos homónima escrita por Pierre Gripari en 1967. La serie está compuesta por 26 episodios de 13 minutos de duración y divididas en dos temporadas conformadas por 13 capítulos cada una.

## Episodios
1. La bruja del armario de escobas
2. Scoubidou la muñeca que sabe todo
3. El gigante de las botas rojas
4. No sé quién, no sé qué
5. El cochinito listo
6. El hada de la llave de agua
7. La casa del tío Pierre
8. El diablito bueno
9. El diario amoroso de una papa
10. El príncipe Blub y la sirena
11. La bruja de la calle Mouffetard
12. El par de zapatos
13. La historia de Lustucru
14. Pouic y el mirlo
15. Sadko
16. Catherine sin nombre
17. Historia de Bagada
18. Pirlipipi, dos jarabes y una bruja
19. El diablo de cabellos blancos
20. El agua que te hace invisible
21. Vendedor de tundas
22. El viaje a Saint Deodat
23. El justo y el injusto
24. Juanito y la ogresa
25. La señora el suelo está muy abajo
26. La bruja y el comisario